# Li Zhuhong
Li Zhuhong, Chinees 李柱宏; Lǐ Zhùhóng; (22 oktober 1983) is een Chinese marathonloper. Ze nam tweemaal deel aan de Olympische Spelen.
Met een tweede plaats op de marathon van Xiamen in een persoonlijk record van 2:11.43 kwalificeerde hij zich voor de Olympische Spelen van 2004 in Athene, waar hij een 31e plaats behaalde. Op de wereldkampioenschappen atletiek 2007 in Osaka werd hij 43e. Zijn beste prestatie behaalde hij eerder dat jaar door marathon van Xiamen te winnen in 2:13.17.

## Titels
- Chinees kampioen marathon - 2003, 2004

## Persoonlijke records
| Onderdeel      | Prestatie | Datum            | Plaats  |
| -------------- | --------- | ---------------- | ------- |
| 5.000 m        | 13.41,44  | 23 november 2001 | Kanton  |
| 10.000 m       | 29.17,43  | 18 november 2001 | Kanton  |
| halve marathon | 1:06.02   | 5 mei 2002       | Brussel |
| marathon       | 2:10.46   | 14 oktober 2001  | Peking  |

## Prestaties

### Halve marathon
- 2002: 67e WK in Brussel - 1:06.02

### Marathon
- 2003: 5e Marathon van Xiamen - 2:14.39
- 2004:  Marathon van Xiamen - 2:11.43
- 2004: 31e OS - 2:19.26
- 2006: 7e Marathon van Xiamen - 2:14.41
- 2007:  Marathon van Xiamen - 2:13.17
- 2007: 43e WK - 2:32.44
- 2008: 5e OS - 2:24.08

### Veldlopen
- 2006: 103e WK (korte afstand) - 12.13
- 2006: 107e WK (lange afstand) - 39.53